# Peyre-Brune
Le dolmen de Peyre-Brune, aussi appelé Peyrebrune, Pierre-Brune, dolmen de Roque-Brune ou dolmen de Bel(l)et,  est un dolmen situé à Saint-Aquilin en Dordogne.

## Situation
Le dolmen est situé sur un chemin forestier reliant Seyssac, un petit hameau de la commune de Saint-Aquilin, au bourg de Segonzac. Le dolmen apparaît après 1,5 kilomètre, sur le côté droit du chemin. Il se trouve sur une ride boisée à 200 mètres au-dessus du niveau de la mer.

## Historique
Le dolmen est mentionné une première fois par F. Jouannet en 1828 puis par L. Drouyn et A. de Gourgues. En 1874, la Société archéologique du Périgord y entreprit une fouille archéologique. A cette occasion, Édouard Galy donne la première description complète du monument dans le compte-rendu de la fouille. En 1889, le dolmen est classé au titre des monuments historiques.

## Description
La chambre sépulcrale mesure 2,70 m de long sur 1,90 m de large. Elle est orientée selon un axe nord-ouest/sud-est. Le monument comporte six orthostates de 0,80 m de haut et 0,65 m de large. La table de couverture (2,75 m de long pour 2 m de large et 0,75 m d'épaisseur) a glissé de ses supports, s'inclinant vers le sud-est.
Le dolmen est érigé sur les sables de l'Éocène supérieur. Les dalles utilisées sont toutes en grès sidérolithique.

## Fouille archéologique de 1874
La chambre du dolmen contenait des cendres végétales et des charbons de bois. Le mobilier funéraire découvert se compose d'outils lithiques (hache en silex noir, couteaux, grattoirs fragmentés, poinçon et divers modèles de pointes de flèches tranchantes en silex), d'objets de parure (trois pendeloques en grès, silex et coquillage), de tessons d'une céramique de couleur grise. Une partie du mobilier funéraire retrouvé est conservé dans les collections du musée d'art et d'archéologie du Périgord de Périgueux. 
Les tessons de poterie et les fragments de pierres retrouvés sont typiques de la culture artenacienne mais il fut réutilisé à la période de La Tène III.

## Folklore
Selon la tradition, le dolmen abriterait la sépulture d'un chef militaire qui était marié avec une fée et qui fut tué lors d'une bataille. La fée ordonna alors à six de ses pages d'apporter chacun une pierre pour ériger le dolmen sur le lieu de la bataille. En outre, elle maudit quiconque oserait toucher la sépulture (d'après Calendrier de la Dordogne, 1830).